# 박한상
박한상(朴漢相, 1971년 ~ )은 1994년 5월 19일 목요일 새벽 0시(밤 12시) 경, 자신의 아버지와 어머니를 살해한 후 집에 불을 지른 혐의로 경찰에 검거된 대한민국의 존속살해범이다.

## 생애

### 성장
박한상은 1971년 '고려한약'의 사장 박순태(1947 ~ 1994)와 조순희(1948 ~ 1994)의 장남으로 태어났다. 어렸을 때부터 이기적인 데다 무계획적으로 살았고 공부에도 흥미가 없었으며, 또한 끈기가 없어서 일을 시작하면 끝까지 제대로 완수한 적도 없었다. 게다가 가벼운 신경증으로 인해서 성격도 안 좋은 편이였고, 이 때문에 학교와 병원을 옮겨 다녀야 했고 가정불화도 있었다. 이러한 신경증은 그의 수감 생활에 영향을 끼치게 된다. 학교에서도 불량한 친구들과 어울리며 그들과 함께 사고나 치고 술과 담배를 즐기고 동급생들을 못살게 굴고 학생부를 마치 제집 안방 마냥 수시로 드나드는 게 일이었다. 1990년 서울특별시의 압구정 현대고등학교를 졸업한 그는 이후에 원광대학교에 입학하였다. 그러나 대학에 입학한 뒤에도 수업에 수시로 제멋대로 결석하고 친구도 없고 대학 생활을 못 견딘 그는 1991년 11월 휴학하고 방위병으로 군에 입대하여 1993년 7월 제대한 뒤 복학을 하지 않았다.

### 미국 유학과 사치 향락
그 후 미국 유학을 보내달라며 부모를 졸랐다. 결국 박한상의 아버지 박순태는 자신이 다니던 교회 목사와 상의하여 미국으로 유학을 보내기로 결정했다. 동년 8월 미국 로스앤젤레스 근교의 한 어학원에서 실시하는 8개월 과정의 영어 연수 프로그램에 등록한 박한상은 8평 규모 아파트에서 혼자 자취 생활을 시작했다. 하지만 영어를 전혀 못하는 것은 물론이고 아는 사람도 없고 거기서도 공부에 흥미를 전혀 못 느끼고 학원 생활도 못 견딘 그는 상습적으로 무단결석하였다. 아파트에 죽치고 앉아서 폭력 영화만 보던 그는 미국으로 간지 2개월 후인 10월부터 그와 비슷한 처지의 유학생을 만나 도박을 시작했다.
처음에는 학교 주변에서 호기심으로 도박을 하다 점점 대담해져 라스베이거스까지 가게 됐으며, 전혀 모르는 미국인과 도박을 하다 하루 아침에 1,300달러나 날리는 등 총 23,000달러(당시 대한민국 화폐로 약 2,000만 원)를 잃었다. 그러면서도 도박을 그만 두지 않았다. 그뿐만이 아니었다. 1994년 1월에는 자기 아버지를 졸라서 받아낸 차량 구입비 약 18,000달러마저 도박으로 전부 날려먹은 뒤 친구 김모씨에게 보증을 서게 하고 약 2,100달러 상당의 혼다 어코드를 구매했다. 또 1994년 4월 20일에는 돈이 필요해 보호자 몰래 귀국하여 은행에서 신용카드를 만들어 사채업자에게 할인해서 얻은 약 200만 원을 가지고 나이트클럽을 전전하다 친척에게 발각되어 3일 후인 4월 23일에 미국으로 도피하기까지 했다.  그 이후에도 또 다시 도박에 손을 대자 아버지는 그에게 당장 한국으로 돌아오라 했으며 귀국 후에는 아버지로부터 “호적을 파가라”, “너는 아무 일도 할 수 없는 놈이다”라는 말을 듣고 격분하여 범행을 결심하였다.

## 범행
결국 5월 19일 새벽 0시 경, 범행을 저지르기 전에 피가 옷에 묻었을 경우 자신의 범행이 발각될 것에 대비해 옷을 모두 다 벗은 뒤 나체(알몸)인 채로 100억 원대 유산을 상속받기 위해 보호자가 잠든 방에서 아버지를 흉기로 수 차례 찔러 살해한 후, 낌새를 채고 부엌으로 달아나는 어머니를 쫓아가 살해한 뒤 집에 불을 질러 증거를 인멸하였다. 한편 다른 방에서 자고 있던 이종 사촌 동생 이석규 군(당시 12세)이 자고 있었으나 탈출하여 가벼운 화상만 입었다. 그러나 경찰은 한 집에 있었음에도 불구하고 유독 박한상만 이렇다 할 상처가 없는 점과 머리에 묻은 타인의 혈흔과 이빨 자국을 근거로 그를 추궁하였다. 이내 박한상은 부모의 재산을 노리고 범죄를 저지른 사실을 자백하였다. 5월 26일 경찰은 박한상에 대해 살인 및 방화 등의 혐의로 구속기소하였다. 그는 처음에 단독 범행이라고 주장했다가 공범과 같이 범행을 저질렀다며 번복하여 5월 29일 그의 친구 이모 씨(당시 23세)를 붙잡아 조사를 벌였다. 그러나 5월 31일 단독 범행으로 결론이 났다. 동년 11월 5일 1심에서 사형이 선고 되었으나 곧 항소했고, 2심에서도 사형이 선고되었다.(항소기각)그리고 상고했으나 3심에서도 곧 사형이 선고되어(상고기각) 결국 1995년 8월 26일 사형이 확정되었다.
박한상이 원하는 100억 원대의 재산은 단 한 푼도 자신에게 상속되지 않았고 그의 동생에게 상속되었다고 한다.

## 사건 이후
박한상의 아버지인 박순태가 사장이었던 '고려한약'의 사장 자리는 다른 출자자에게 돌아갔고, 박순태가 소유한 주식은 1994년 당시 대학교 1학년인 그의 차남에게 돌아갔다. 박순태가 운영하던 덕인당이라는 한의원은 폐업하고 다른 한의원이 들어섰다. 박한상의 동생 박영상(당시 21세)은 한의대생으로 외부와의 접촉을 끊은 채 혼자 자취하고 있다. 박한상의 백부이자 박순태의 친형인 박순영(당시 50세)도 조카이자 박한상의 동생에게만 안부 전화를 걸 뿐이다.